# Tristan Prattley
Tristan Prattley (nascut el 2 d'agost de 1988) és un futbolista neozelandès que actualment juga com a defensa pel Waitakere United del Campionat de Futbol de Nova Zelanda.

## Trajectòria per club
Prattley inicià la seva carrera esportiva amb l'equip juvenil de l'Otago United. El gener de 2007 va passar a formar part de l'equip professional de l'Otago United. Va debutar en un partit contra el Canterbury United el 17 de febrer d'aquell any a l'edat de divuit anys en un partit que acabaria en un 2 a 2.
Des d'aleshores, Prattley ha jugat en un total de més de 50 partits pel club. En els mesos de desembre/gener i febrer de 2012 Prattley formà part de l'equip del mes del Campionat de Futbol de Nova Zelanda, un equip que consisteix dels millors jugadors del campionat neozelandès anunciat per la Federació de Futbol de Nova Zelanda.
A finals de 2012 Prattley marxà de l'Otago United per a començar a jugar pel Waitakere United a partir del 2013.

## Trajectòria internacional
Va debutar amb la selecció de futbol de Nova Zelanda sub-23 el 16 de març de 2012 en un partit preolímpic contra Papua Nova Guinea. En el partit els neozelandesos van aconseguir guanyar amb un 1 a 0 marcat per Sean Lovemore.